# ۰ (سال میلادی)
سال صفر، صفرمین سال تقویم میلادی است که در ترتیب تاریخی تقویم وجود ندارد. اما به علت نیاز و در کاربردهای نجومی میان سال ۱ پیش از میلاد (تقویم منجمان) و ۱ میلادی و در حقیقت به‌جای سال ۱ پیش از میلاد (تقویم مورخان)، یک سال به نام صفر محاسبه می‌شود.